# Jean-Pierre Laÿs
 (avril 2016).
Jean-Pierre Laÿs est un peintre français de natures mortes, né à Saint-Barthélemy-Lestra le 12 novembre 1825 et mort à Écully le 18 décembre 1887.

## Biographie

### Enfance
Jean-Pierre Laÿs est né le 12 novembre 1825 à Saint-Barthélemy-Lestra (Loire). Il est issu d'une famille de treize enfants, dont chacun était voué à une tâche particulière dans la maison. Aucun d’eux n'allait à l'école, celle-ci étant trop chère pour la famille. Cependant, l'instituteur remarqua son intelligence et sa vivacité d'esprit et il finit par être scolarisé. Il se révéla fort en lecture, mais médiocre en écriture, préférant les dessins aux bâtons des lettres, ce qui lui valut les corrections du maître d'école.

### Période d'apprentissage
En 1837, il devint un bon ami du curé, qui prit soin d'écrire au peintre Simon Saint-Jean, à Lyon, en lui joignant les croquis de l'enfant. La réponse s'avéra décevante : si l'artiste reconnut le talent précoce de Jean-Pierre Laÿs, il déclara qu'il lui faudrait suivre des cours durant de nombreuses années au coût de 20 francs par mois, en vivant à ses frais. La famille Laÿs n'étant pas riche, le rêve s'évanouit. En 1841, Laÿs devint le domestique de Saint-Jean, à Lyon, obtenant comme contrepartie de s'adonner pendant ses loisirs au dessin, de copier ceux de l'artiste, d'observer. Travailleur acharné, droit, courageux, bien qu'un peu craintif et sauvage, il suscita l'affection du peintre et de sa femme qui suivait d'un œil attentif les progrès du jeune homme. Cela dura sept ans avant que le peintre ne ferme son atelier et que Jean-Pierre Laÿs retourne sous le toit paternel, non sans les éloges de Saint-Jean quant à son talent. Il continua de peindre, se concentrant sur la gouache et l'aquarelle, la peinture à l'huile étant trop coûteuse pour la famille. Un an plus tard, Simon Saint-Jean rouvrit son atelier et appela l'adolescent afin de lui annoncer que sa place l'attendait et qu'il pouvait revenir s'il le souhaitait. De retour chez l'artiste, Laÿs lui montra ses dernières créations, dont la technique s'était encore améliorée, révélant un regard curieux et observateur. Ce début particulier lui fit subir les regards peu amènes de ses camarades de classe. Saint Jean fut le modèle de Laÿs sur tous les plans.

## Sa carrière

### Succès

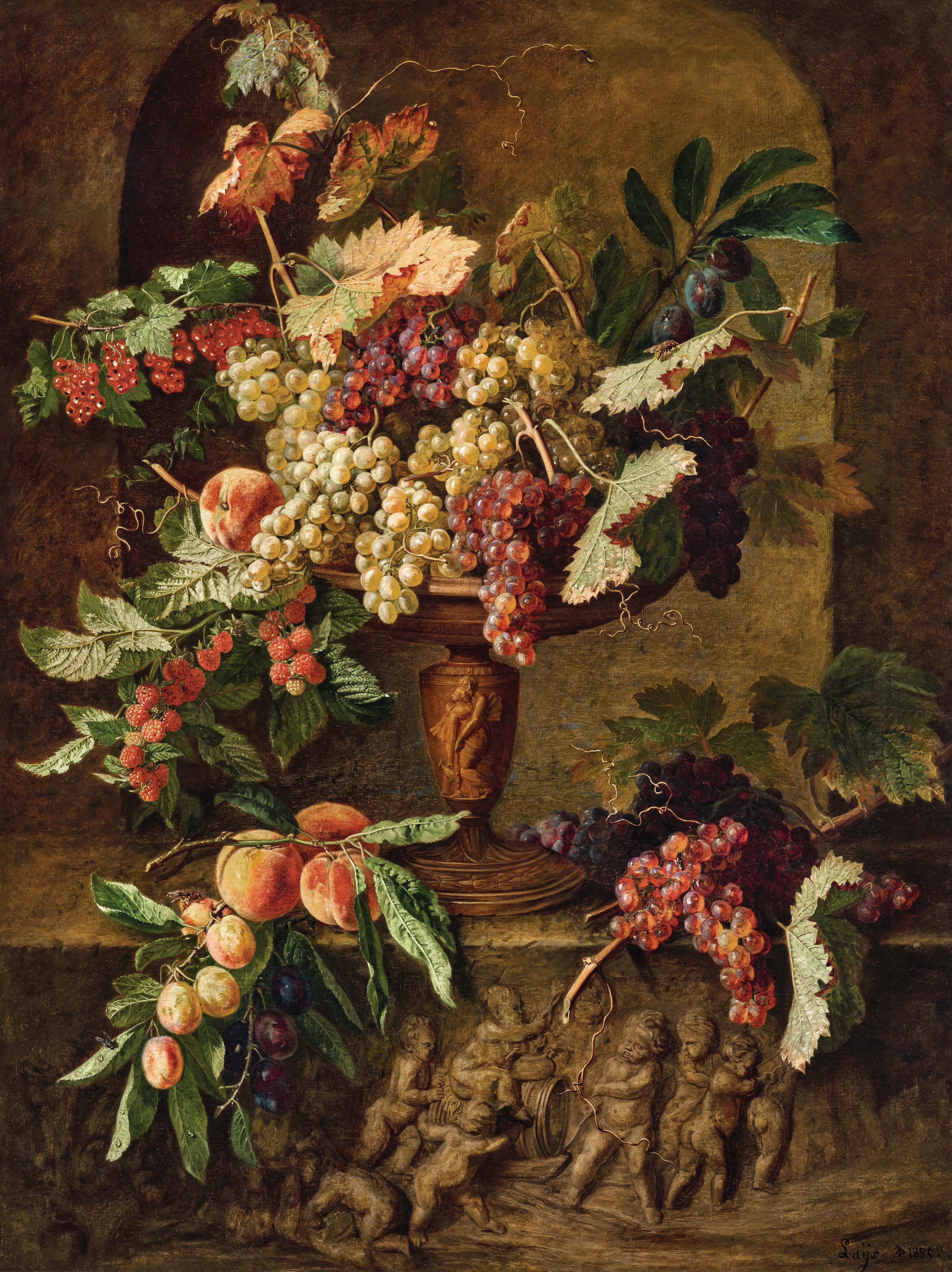
Nature morte, 1885

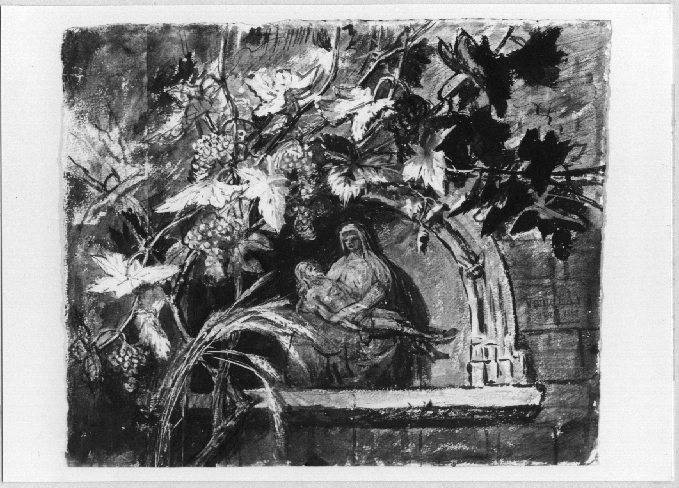
Pietà sculptée dans une niche entourée d'une vigne et d'une gerbe d'avoine, musée des beaux-arts de Lyon.

En 1849, il présenta un tableau à un salon[Lequel ?] et c’est Saint-Jean qui choisit Grappes de raisins. Le tableau reçut une médaille et fut vendu 200 francs. En 1850, un autre artiste reçut le prix, ce qui provoqua un mécontentement chez l’artiste ainsi que chez Saint-Jean. Cela n’empêcha pas Laÿs de devenir riche, connu et coté ; celui-ci aurait pu quitter Saint Jean, mais ayant promis de rester dix ans avec lui, tint sa promesse. L’ennui le gagna, d’autant plus que son maitre lui interdisait la peinture à l’huile. Il le quittera en 1852.
Il se fit rejeter dans des salons de peinture malgré son succès. En 1856, on lui demanda une guirlande de fleurs pour l’impératrice de Russie. Sa cote continua de monter et les commandes affluer en nombre ; la mode était à la fleur. En 1858, il reçut une médaille de deuxième classe à L’Exposition de Dijon. Il se laissa tenter par Alphonse Balleydier qui lui fit de grandes promesses s’il quittait Lyon. Balleydier lui écrivit de nombreuses lettres mais Laÿs resta à Lyon. Il devint ami avec un vieillard qui l’admirait : Alexis Balthazar Henri Schauenburg.
Laÿs fut très affecté de la mort de son maître Simon Saint-Jean, survenue le 3 juillet 1860.
Quatre ans plus tard, le 9 mars 1864, la ville de Lyon fit l’acquisition du tableau La vigne à la Croix qui était exposé au Salon de cette année-là, pour la somme de 2 000 francs. Le 11 mai 1865, de la part de la Société des amis des arts de Bordeaux, Laÿs reçut la somme de mille francs pour une toile qu’il avait envoyée à la ville pour une exposition et qu’il remporta (d’après le secrétaire) avec tous les suffrages. En avril 1867, il adressa à l'Exposition universelle le tableau Vierge aux roses  qui connut un immense succès.
Alexis Balthazar, à sa mort, fit don d'une immense partie de sa collection à son ami Laÿs, ce qui provoqua  étonnement et colère de la coterie ainsi que des marchands. Pendant quelques années sans doute, Laÿs avait donné des soins au vieillard ; il l’avait consolé, relevé, charmé : il avait adouci ses derniers instants.
En 1872, Lyon avait rouvert son Salon annuel et, sollicité par quelques amis, Laÿs avait envoyé une toile. Mais le jour des récompenses, le jury sous-estima son tableau. Laÿs, à cette époque, n’était pas de ces hommes qui passent inaperçus. Orgueil de Lyon, bien vu de l’étranger, il avait une auréole de gloire avec laquelle il fallait compter. Il signa une lettre adressé au secrétaire de la Société des amis des arts :

« Monsieur le Secrétaire,
Je refuse la médaille de bronze que le jury de l’exposition des Beaux-Arts a eu l’injustice de me décerner. C’est un outrage que je n’accepte pas. Mes œuvres ont été appréciées à Paris, à Londres, à Bruxelles, Genève, Amsterdam, Vienne et dans les principales villes de France, par des artistes de talent qui m’ont rendu justice. J’ai obtenu quinze médailles, toutes en or, en argent, ou en vermeille, dans mon pays, la coterie m’en donne une de bronze. Le jury des Beaux-arts aurait dû être composé d’artistes étrangers et non par des hommes jaloux et des incapables de notre ville. C’est petitesse de la part du jury ne m’étonne point. Trois ou quatre membres de jury, qui m’en veulent, ont cherché, dans toutes les circonstances, à nuire à ma réputation. Ils ont cru, en m’abaissant, s’élever eux-mêmes ; mais dans le monde il y a des hommes éclairés qui sauront apprécier le mérite et flétrir l’injustice des membres du jury de Lyon. Ils auront pour eux la honte, et moi j’aurai l’estime des hommes honnêtes et éclairés. Je sais, monsieur le secrétaire, que vous n’y êtes pour rien et je suis convaincu que, dans le fond de votre conscience, vous reconnaissez l’injustice du jury.
Veuillez, je vous prie, lui faire part de mon refus.
Veuillez agréer, je vous prie, Monsieur le Secrétaire, mes salutations.
Laÿs, Lyon, 13 novembre 1873. »

Entre 1874 et 1875, il reçut de nombreuses médailles, notamment françaises et anglaises ; son succès à l’étranger ne diminuait pas.

### Hommage à Saint Jean
Fidèle à sa vieille méthode lyonnaise, Laÿs admirait sa fleur ; il la cueillait, l’étudiait, la « savait » et il la rendait aussitôt avec sa physionomie à elle, ses attitudes, ses mœurs, sa couleur vraie, son dessin exact et pur. C’était un dernier souvenir de l’école lyonnaise, disparue aujourd’hui. Cependant, son esprit, depuis quelque temps, n’était plus à sa peinture et à ses tableaux. Il méditait un grand projet et s’en ouvrit à ses amis qui l’encouragèrent : Saint-Jean était mort, Lyon ne lui avait pas rendu tous les hommages que Laÿs lui croyait dus. Le maître avait un buste de marbre au Pays des Arts, à côté des autres célébrités lyonnaises ; l’élève eut voulu autre chose, ou plus. Voyant qu’il n’y avait rien à faire dans cette ville, Laÿs se tourna du côté de Millery, riche commune ou les parents de Saint-Jean étaient nés. Laÿs décida d’ériger un buste en bronze en 1885. Après quelques problèmes, refus, obstacles, notamment de la famille même de Saint-Jean, finalement, Laÿs et Bailly parvinrent à organiser la célébration et furent félicités.

## Dernières années

### Pèlerinage
En 1886, Laÿs entreprit de faire son Grand Tour en Italie pour y admirer les œuvres de Michel-Ange et Raphaël, aux lieux mêmes où ceux-ci acquirent en leur temps une si grande gloire, à Florence et surtout à Rome. Le 27 mars, il fit son testament, distribua sa fortune entre tous ses parents, fit quelques legs à ses amis et, le cœur content, comme un homme prudent qui ne laisse rien en souffrance, il se lança résolument vers l’inconnu. Le 30 mars, il quitta Lyon, arriva en Provence, et adora la région. Le 1er avril, il arriva à Gènes, le 2 avril, visita les églises, les musées et les palais, vit le lendemain Pise, ou il passa la nuit et vint le 4 avril coucher à Florence. Le 13 avril, il parvint à Rome. Il fut complètement enivré devant la basilique Saint-Pierre, le Vatican, la basilique Sainte-Marie-Majeure, le Capitole, la basilique Saint-Paul-hors-les-Murs, les musées, les galeries, les palais et tous les monuments. Puis il passa par Naples. Son voyage dura trois mois entiers.
L’année 1887 s’écoula sans grands évènements. La gloire et la fortune étaient venues, mais sa santé s’altérait. De retour sur Lyon, à Écully, sa famille lui rendit visite plus régulièrement.

### Décès
Le 13 décembre 1887, Laÿs rentra chez lui, souffrant, et s’enferma, suivant sa coutume. Le 14 décembre, la laitière lui apporta son lait. Le 15 décembre, elle fut surprise de retrouver sa berthe pleine au même endroit. Elle avertit le concierge qui, également inquiet, courut prévenir un ami intime, le peintre André Augustin Sallé ; celui-ci se rendit immédiatement à Écully et revint avec un frère et un neveu. On alla chercher le commissaire de police et un serrurier. On trouva Jean-Pierre Laÿs évanoui sur le carreau. Il était presque froid mais il respirait encore. Après cela, il s’éteignit doucement, le 18 décembre. Aux funérailles, le 20 décembre, la plupart des peintres de Lyon parurent. Devant la mort, le peintre n’eût plus d’ennemis. On l’accompagna jusqu’à la gare de Saint-Paul. On fit son éloge et sa famille l’amena au cimetière de Saint-Barthélemy-Lestra, où lui-même s’était fait préparer un tombeau.